# Eíones
Eíones o Eíon (en grec antic: Ἠιόνες o Ἠιών) fou una població l'antiga Grècia situada a la Península Argòlica, al Peloponnès. L'esmenta Homer al Catàleg de les naus de la Ilíada, juntament amb Trezè i Epidaure.
Es deia era una de les ciutats que van fundar els dríops quan van ser foragitats per Hèracles dels seus territoris al nord de Grècia. Segons que diu Estrabó, els habitants d'Eíones van ser expel·lits per Micenes, que la van convertir en un port; a la seva època, però, ja havia desaparegut com a ciutat. Es desconeix on havia estat situada.